# Metagonia mariguitarensis
Metagonia mariguitarensis är en spindelart som först beskrevs av González-Sponga 1998.  Metagonia mariguitarensis ingår i släktet Metagonia och familjen dallerspindlar. Inga underarter finns listade i Catalogue of Life.